# های تاتراس
های تاتراس (به لاتین: High Tatras) یک رشته‌کوه در اسلواکی است که در Poprad District واقع شده‌است.های تاتراس ۲٬۶۵۵ متر بالاتر از سطح دریا واقع شده‌است.